# Fischerstein

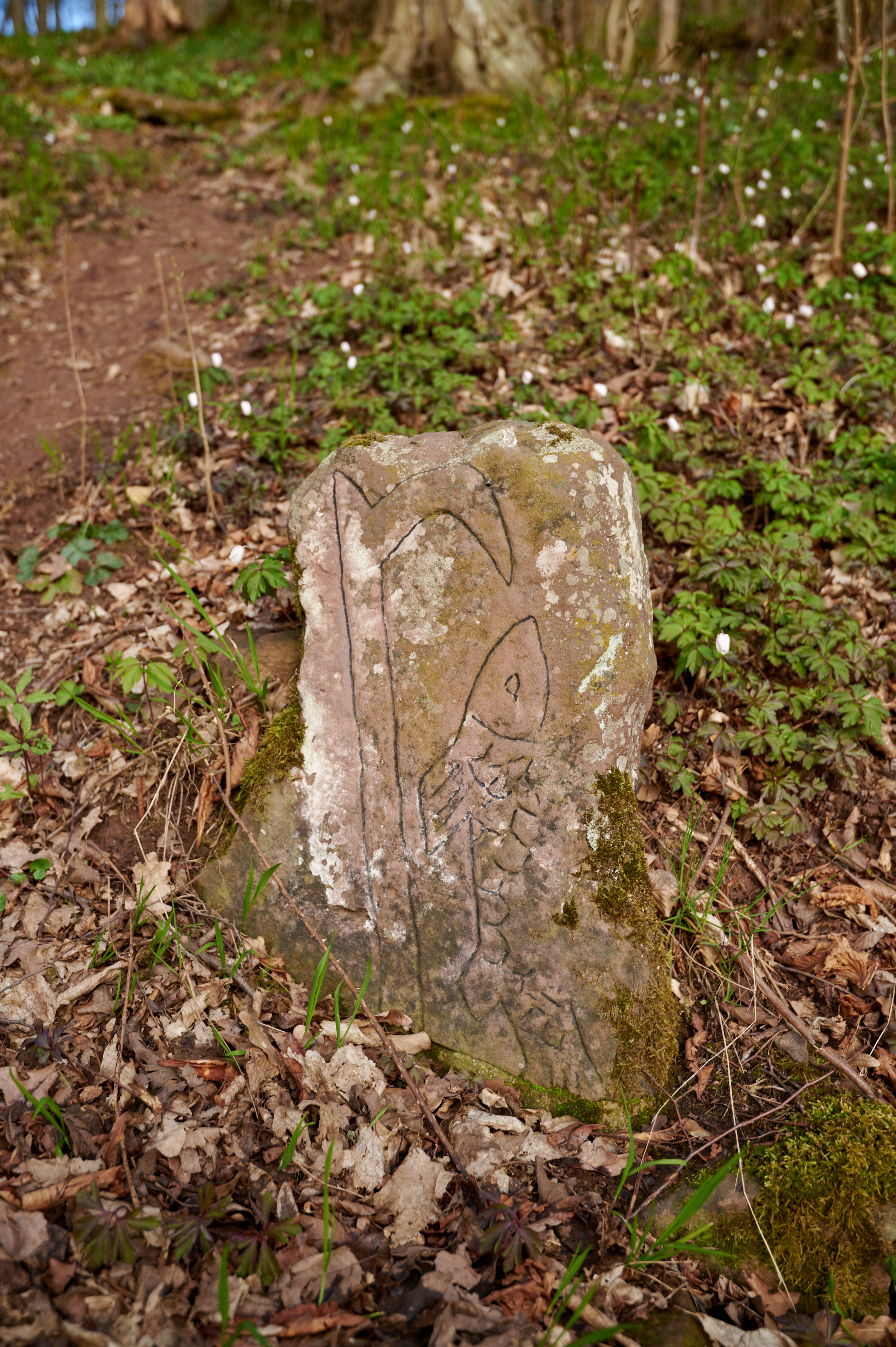
Bildstock in Morlesau, Ochsenthaler Straße

Der Fischerstein ist ein Kreuzstein und befindet sich in Morlesau, einem Gemeindeteil der Kleinstadt Hammelburg im Landkreis Bad Kissingen in der Ochsenthaler Straße, der Straße nach Ochsenthal, hinter dem Bildstock von 1751.
Er gehört zu den Baudenkmälern von Hammelburg und ist unter der Nummer D-6-72-127-167 in der Bayerischen Denkmalliste registriert.

## Beschreibung
Auf dem aus Naturstein grob gehauenen Kreuzstein, der im Volksmund „Fischerstein“ genannt wird, sind ein Angelhaken und ein Fisch abgebildet. Er stammt wohl aus dem Spätmittelalter.
Die mündliche Überlieferung besagt, dass am Standort des Steins einst ein Fischer von einem Zigeuner erschlagen worden sein soll.

## Einzelnachweis
1. ↑  Denkmalliste für Hammelburg (PDF) beim Bayerischen Landesamt für Denkmalpflege

Koordinaten: 50° 7′ 5,41″ N, 9° 48′ 26,14″ O